# Wapen van Schinnen
Het wapen van Schinnen was het officiële wapen van de gemeente Schinnen dat bij Koninklijk Besluit van 12 augustus 1982 is verleend.
Op 1 januari 1982 werd de gemeente Schinnen gevormd door de kerkdorpen Amstenrade, Oirsbeek, Doenrade, Puth, Sweikhuizen en Schinnen. Het wapen voerde daarom dan ook elementen die afkomstig zijn uit de gemeentewapens van de voormalige zelfstandige gemeenten die op genoemde datum de nieuwe gemeente Schinnen zijn gaan vormen. Vanaf 2019 is het wapen niet langer als gemeentewapen in gebruik omdat de gemeente Schinnen opging in de gemeente Beekdaelen.

## Beschrijving van het wapen
Het eerste wapen werd bij Koninklijk Besluit van 7 juni 1897 verleend. De beschrijving luidt:
Gevierendeeld ; I in goud de H. Dionysius, gekleed in witte tunica, waarover een toga van keel, houdend in beide handen zijn afgesneden hoofd; gelaat en handen van natuurlijke kleur, het hoofd omgeven door een nimbus van goud; II geschaakt van goud en azuur in zeven rijen, elk van zes vlakken en een vrijkwartier van goud, beladen met een valk van natuurlijke kleur (heren van Schinnen); III in zilver een leeuw van sabel, getongd en genageld van keel, gekroond van goud; IV in keel de H.Gertrudis, abdis van Nivelles, aanziende, aangezicht en handen van natuurlijke kleur, het hoofd omgeven door en nimbus van goud, gekleed in een wit kloostergewaad, waaroverheen een mantel van sabel, houdende in de rechterhand een abbatialen staf van goud, waartegen drie muizen van natuurlijke kleur opklimmen en in de linkerhand een geopend boek van goud.
Op 1 januari 1982 werden bij een gemeentelijke herindeling de gemeenten Amstenrade en Oirsbeek toegevoegd, waardoor er een nieuw wapen werd ontworpen. Dit wapen werd verleend op 12 augustus 1982. De beschrijving luidt:
Gevierendeeld; I in azuur de H. Lambertus van natuurlijke kleur, halfaanziend, in bisschoppelijk gewaad, het hoofd omgeven door een nimbus, gedekt met een mijter, alles van goud, houdende in de linkerhand een staf en een lans, beide van sabel, de kromming van de staf en de punt van de lans van goud; II in keel de H. Gertrudis van natuurlijke kleur, in een wit kloostergeaad, waaroverheen een mantel van sabel, het hoofd omgeven door een nimbus van goud, houdende in de rechterhand een abtsstaf van goud, waartegen drie muizen van sabel opklimmen en in de linkerhand een opengeslagen boek van goud; III in keel een dubbel slangenkopkruis van zilver, waarop een schildje van zilver, beladen met drie koeken van keel; IV geschaakt van zeven rijen van zes vlakken, goud en azuur, en in een gouden schildhoek een valk van sabel. Het schild gedekt door een gouden kroon van drie bladeren en twee parels.
Het wapen bestaat uit een schild dat gevierendeeld is. In het eerste deel staat in azuur de H.Lambertus van natuurlijke kleur, halfaanziend, in bisschoppelijk gewaad, het hoofd, omgeven door een nimbus, gedekt met een mijter, alles van goud, houdende in de linkerhand een staf en een lans, beide van sabel, de kromming van de staf en de punt van de lans van goud. In het tweede deel, in keel de H. Gertrudis van natuurlijke kleur, in een kloostergewaad van zilver, waaroverheen een mantel van sabel, het hoofd omgeven door een nimbus van goud, houdende in de rechterhand een abtsstaf van goud waartegen drie muizen van sabel opklimmenen, en in de linkerhand een opengeslagen boek van goud. In het derde deel, in keel een dubbel slangenkopkruis van zilver, waarop een schildje van zilver; beladen met drie koeken van keel. In het vierde deel, geschaakt in zeven rijen van zes vakken, goud en azuur en in een gouden schildhoek een valk van sabel. Het schild gedekt met een gouden kroon van drie bladeren en twee parels. Boven op het schild is vervolgens een gouden kroon geplaatst.

## Herkomst en opvolging van de afbeeldingen in het wapen
De in het eerste schild geplaatste H.Lambertus is afkomstig van het gemeentewapen van de voormalige gemeente Oirsbeek met kerkdorp Doenrade, terwijl de H. Gertrudis de voormalige gemeente Amstenrade weergeeft. Het slangenkopkruis in het derde schild alsmede de valk in het vierde schild zijn afkomstig uit het oude gemeentewapen van de voormalige gemeente Schinnen. Het slangenkopkruis met de drie koeken symboliseert de drie oude kerkdorpen van de voormalige gemeente Schinnen te weten Schinnen, Puth en Sweikhuizen, terwijl de valk een verwijzing is naar het Land van Valkenburg waar Schinnen tot 1795 deel van uitmaakte.
Na opheffing van Schinnen in 2019 is het slangenkopkruis overgenomen in het wapen van Beekdaelen.

Het wapen van Oirsbeek
Het wapen van Amstenrade
Het wapen van Valkenburg
Het wapen van Beekdaelen

## Bron
- Instellingsregister van de Hoge Raad van Adel

Ambt Montfort
· Amby
· Amstenrade
· Arcen en Velden
· Baexem
· Beegden
· Beek
· Belfeld
· Bemelen
· Berg en Terblijt
· Bingelrade
· Bocholtz
· Borgharen
· Born
· Broekhuizen
· Broeksittard 
· Buggenum
· Bunde
· Cadier en Keer
· Echt 
· Eijsden
· Elsloo
· Eygelshoven
· Geleen
· Gennep
· Geulle
· Grathem
· Grevenbicht
· Gronsveld
· Grubbenvorst
· Gulpen 
· Haelen
· Heel
· Heel en Panheel
· Heer
· Helden
· Herten
· Heythuysen
· Hoensbroek
· Horn
· Horst
· Houthem
· Hulsberg
· Hunsel
· Itteren
· Jabeek
· Kessel
· Klimmen
· Limbricht
· Linne
· Maasbracht
· Maasbree
· Maasniel
· Margraten
· Meerlo
· Meerlo-Wanssum
· Meerssen
· Meijel
· Melick en Herkenbosch
· Merkelbeek
· Mheer
· Montfort
· Munstergeleen
· Neer
· Neeritter
· Nieuwenhagen
· Nieuwstadt
· Noorbeek
· Nuth
· Onderbanken
· Obbicht en Papenhoven
· Ohé en Laak
· Oirsbeek
· Ottersum
· Oud-Valkenburg
· Oud-Vroenhoven
· Posterholt
· Roggel
· Roggel en Neer
· Roosteren
· Schaesberg
· Schimmert
· Schinnen
· Schinveld
· Sevenum
· Simpelveld
· Sint Geertruid
· Sint Odiliënberg
· Sint Pieter
· Sittard
· Slenaken
· Spaubeek
· Stramproy
· Stevensweert
· Susteren
· Swalmen
· Tegelen
· Thorn
· Ubach over Worms
· Ulestraten
· Urmond
· Valkenburg
· Vlodrop
· Wanssum
· Wessem
· Wijlre
· Wijnandsrade
· Wittem